# Familia
Familia är en svensk-peruansk dokumentärfilm från 2010 i regi av Mikael Wiström och Alberto Herskovits.
Filmen är den tredje i en svit filmer och föregås av Den andra stranden (1993) och Compadre (2004). Handlingen kretsar kring en peruansk familj som under 35 år kämpat mot fattigdom. Modern i familjen, Nati, reser till Spanien för att arbeta, vilket leder till slitningar inom familjen.
Inspelningen ägde rum 2006-2009 i Spanien och Peru med Wiström som producent och Herskovits som fotograf. Musiken komponerades av Peter Adolfsson och filmen klipptes av Wiström. Den premiärvisades 2 februari 2010 på Göteborgs filmfestival och hade biopremiär 19 mars samma år. 21 april 2010 utkom den på DVD och 7 december visades den av Sveriges Television.
Familia fick motta flera priser. 2010 fick den pris för "bästa svenska dokumentär" vid Dragon Awards, "bästa dokumentär" vid en festival i tjeckiska Karlovy Vary och "bästa dokumentär" vid en festival i slovakiska Bratislava. 2011 fick den pris vid en festival i kanadensiska Vancouver och nominerades även till en Guldbagge.

## Mottagande
Filmen fick ett mer positivt mottagande än de föregående filmerna i sviten och har medelbetyget 4,0/5 (baserat på nio omdömen) på sajten Kritiker.se, som sammanställer recensioner av bland annat film. Filmen fick betyget 4/5 av Barometern, Expressen, Göteborgs-Posten, Moviezine, Sydsvenskan och Upsala Nya Tidning och 5/6 av Svenska Dagbladet. Aftonbladet och Dagens Nyheter gav betyget 3/5.